# Wöpel
Wöpel ist ein Ortsteil der Gemeinde Kuhfelde der Verbandsgemeinde Beetzendorf-Diesdorf im Altmarkkreis Salzwedel in Sachsen-Anhalt.

## Geographie
Wöpel, ein Sackgassendorf mit Kirche, liegt knapp drei Kilometer südwestlich von Kuhfelde und 11 Kilometer südlich der Kreisstadt Salzwedel in der Altmark. In Nordwesten des Dorfes erhebt sich der 82 Meter hohe Hüttenberg, im Westen liegt der etwa 42 Meter hohe Windmühlenberg. Im Süden fließt der Neugraben (Hainholzgraben) zur Jeetze.
Nachbarorte sind Leetze im Westen, Neuhof, Kolonie Vitzke und Vitzke im Norden, Valfitz im Osten, Groß Gischau im Südosten und Siedenlangenbeck im Südwesten.

## Geschichte

### Mittelalter bis Neuzeit
Im Jahre 1311 wurde Greyte, monialis dicte de wopelt in Salzwedel erwähnt.
Die erste urkundliche Erwähnung als Wopelde ist aus dem Jahr 1348 überliefert, als Markgraf Ludwig den von Schulenburgs Beden aus verschiedenen Dörfern überlässt. Im Landbuch der Mark Brandenburg von 1375 wird das Dorf als Wuͤpelte aufgeführt. Die von der Schulenburg hatten hier Besitz, der auch weiterverlehnt war.
Im Jahre 1818 wurde eine Windmahlmühle erwähnt, die heute in umgebauter Form noch existiert.
Bei der Bodenreform wurden 1946 wurden 48,7 Hektar enteignet. 1948 gab es daraus 10 Erwerber, davon 5 Neusiedler.
Im Jahre 1975 wurde die Milchviehanlage Wöpel errichtet, die inzwischen modernisiert wurde und in der 700 Kühe und gut 150 Jungrinder gehalten werden. Seit 2011 gibt es eine Biogasanlage.
Die in der Nähe liegende Bahnstrecke Oebisfelde–Salzwedel wurde 2002 stillgelegt.

### Herkunft des Ortsnamens
Heinrich Sültmann übersetzt den Namen als „Brandlichtung“ und leitet ihn ab ausgehend von 1348 Wopelde, 1375 wopelte, wopel aus dem slawischen Wort „opaliti“ für „Brand“.
Aleksander Brückner leitet den Namen ab von den altslawischen Wörtern „o“ für „um“ und „pole“ für „Feld“.

### Eingemeindungen
Wöpel gehörte ursprünglich zum Salzwedelischen Kreis der Mark Brandenburg in der Altmark. Von 1807 bis 1813 lag es im Kanton Beetzendorf auf dem Territorium des napoleonischen Königreichs Westphalen. Nach weiteren Änderungen kam es 1816 in den Kreis Salzwedel, den späteren Landkreis Salzwedel im Regierungsbezirk Magdeburg in der Provinz Sachsen in Preußen.
Am 20. Juli 1950 wurde die Gemeinde Wöpel in die Gemeinde Siedenlangenbeck eingemeindet. Am 1. Juli 2009 schloss sich die Gemeinde Siedenlangenbeck mit anderen Gemeinden zur neuen Gemeinde Kuhfelde zusammen, damit kam der Ortsteil Wöpel zur Gemeinde Kuhfelde.

### Einwohnerentwicklung
| Jahr | Einwohner |
| ---- | --------- |
| 1734 | 64        |
| 1774 | 82        |
| 1789 | 60        |
| 1798 | 62        |
| 1801 | 67        |
| 1818 | 63        |

| Jahr | Einwohner |
| ---- | --------- |
| 1840 | 099       |
| 1864 | 100       |
| 1871 | 101       |
| 1885 | 092       |
| 1892 | [00]080   |
| 1895 | 090       |

| Jahr | Einwohner |
| ---- | --------- |
| 1900 | [00]107   |
| 1905 | 103       |
| 1910 | [00]134   |
| 1925 | 119       |
| 1939 | 118       |
| 1946 | 177       |

| Jahr | Einwohner |
| ---- | --------- |
| 2015 | [00]98    |
| 2018 | [00]83    |
| 2020 | [00]83    |
| 2021 | [00]81    |
| 2022 | [00]82    |
| 2023 | [0]80     |

Quelle, wenn nicht angegeben, bis 1946:

## Religion
Die evangelischen Christen aus Wöpel gehören zur evangelischen Kirchengemeinde Kuhfelde, die früher zur Pfarrei Kuhfelde gehörte. Heute gehört die Kirchengemeinde zum Kirchspiel Kuhfelde im Pfarrbereich Salzwedel, St. Katharinen des Kirchenkreises Salzwedel im Bischofssprengel Magdeburg der Evangelischen Kirche in Mitteldeutschland.

## Kultur und Sehenswürdigkeiten

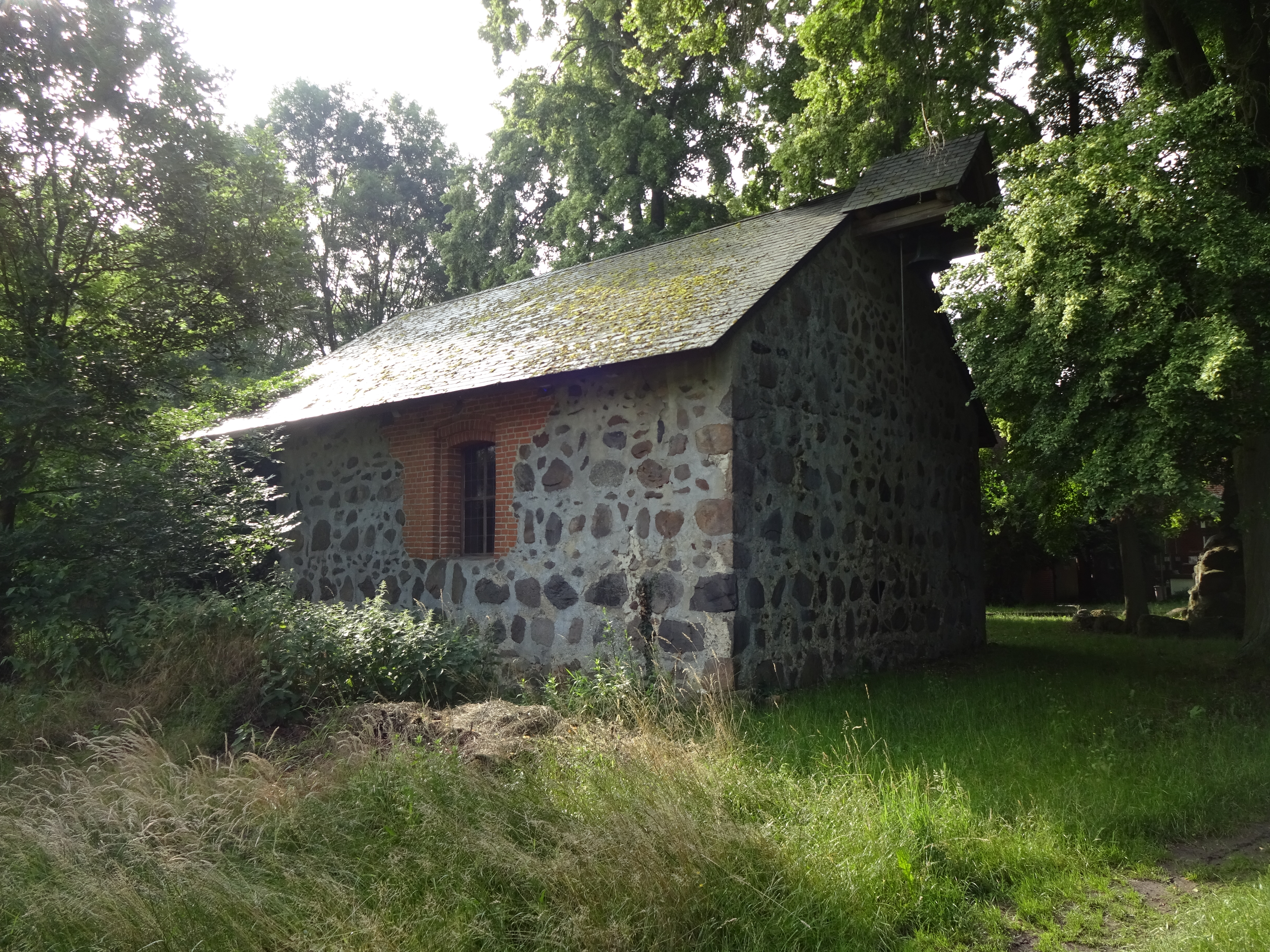
Kirche in Wöpel

- Die Dorfkirche Wöpel ist ein kleiner spätgotischer Feldsteinbau aus der Zeit um 1500.[19]
- Der Friedhof liegt nordwestlich des Dorfes.

## Wirtschaft
- Agrargesellschaft mbH Siedenlangenbeck mit einer Milchviehanlage in tiergerechter Laufstallhaltung[20]
- Biogas GmbH & Co. KG Wöpel

## Sage aus Wöpel – Die goldene Wiege auf dem Hüttenberg
Der Lehrer Schröder überlieferte 1908 die Sage. Auf dem Hüttenberg war eine goldene Wiege vergraben. Räuber, die dort in einer Höhle hausten, fanden sie. Die Bauern der Umgebung taten sich zusammen, um sich von den Räubern zu befreien oder sie zu vertreiben. Doch die Räuber zogen sich in die Höhle zurück und wussten sich gut zu verteidigen. Sie legten am Eingang zur Höhle ein großes Feuer und räucherten so die Räuber tot. Eine Erdsenkung auf dem Berg zeigt heute noch die ehemalige Räuberhöhle.